# Marquinho (Fußballspieler, 1986)
Marco Antônio de Mattos Filho oder nur Marquinho (* 3. Juli 1986 in Passo Fundo) ist ein brasilianischer Fußballspieler, der aktuell beim CR Vasco da Gama unter Vertrag steht.

## Karriere
Marquinho begann seine Profikarriere bei Palmeiras São Paulo und debütierte am 18. Januar 2007 bei den Staatsmeisterschaften von São Paulo. 2007 wechselte er zu Botafogo FR, bevor er bereits ein Jahr später beim Figueirense FC unterschrieb, wo er sich als Stammspieler etablierte. 2009 wechselte Marquinho zum Fluminense Rio de Janeiro, womit er bereits am Ende des Jahres gegen den Abstieg kämpfen musste. Am letzten Spieltag erzielte er beim 1:1-Unentschieden gegen den Coritiba FC den Treffer für sein Team und sicherte somit die Erstklassigkeit seiner Mannschaft. Im folgenden Jahr konnte er mit Fluminense die erste brasilianische Meisterschaft seit 26 Jahren gewinnen.
Am 31. Januar 2012 wechselte Marquinho für sechs Monate auf Leihbasis zum AS Rom und gab sein Debüt am 19. Februar gegen den FC Parma. Seinen ersten Treffer erzielte er am 1. April beim 5:2-Sieg gegen Novara Calcio. Da er während seiner Leihe überzeugen konnte, verpflichtete ihn der AS Rom für eine Ablösesumme von drei Millionen Euro.
Am 31. Januar 2014 wurde er bis zum Saisonende an den Ligakonkurrenten Hellas Verona ausgeliehen. Nach einer Zwischenstation als Leihgabe bei al-Ahli (Saudi-Arabien), ging Marquinho im Juli 2016 nach Brasilien zurück. Er unterschrieb bei seinem ehemaligen Klub FLU einen Kontrakt über drei Jahre. Der Klub kündigte den Vertrag Anfang Januar 2018 vorzeitig, Marquinho kurierte zu der Zeit eine Knieverletzung aus. Anfang September 2018 unterzeichnete Marquinho einen Einjahresvertrag bei Athletico Paranaense.
Im Juni 2019 kehrte nach Rio de Janeiro zurück. Er unterzeichnete beim CR Vasco da Gama einen Kontrakt bis zum Dezember des Jahres. Nach Auslaufen seines Vertrages bei Vasco unterzeichnete er im Januar 2020 einen neuen beim Figueirense FC, wo er bereits 2008 aktiv war.

## Erfolge
Fluminense FC
- Brasilianischer Meister: 2010
- Taça Guanabara: 2017